# انتخبوا الدكتور سليمان عبد الباسط (فلم)
أنتخبوا الدكتور سليمان عبد الباسط هو فيلم للفنان عادل إمام
صدر هذا الفيلم في سنة 1981
من بطولة، مديحة كامل، سهيرالبابلي، عمر الحريري، جمال إسماعيل، أحمد راتب، أحمد ماهر،.

## قصة الفيلم
في هذا الفيلم يلعب عادل إمام دور الدكتور سليمان عبد الباسط، أستاذ في الجامعة العليا للحقوق وكان يمتاز بكفائته العالية،. مع مرور الزمن، احس سليمان بالملل من حياته وحاول خيانة زوجته، وانتهي هذا بمأساة بعد أن قام بقتل شخص حتي يدافع عن نفسه. نظرا لحساسية موقف الدكتور سليمان قرر التخلص من الجثة وحفض الكتمان. ومع ذلك، فإن القصة لم تنته هنا حيث أن زغلول القرموطي (أحمد راتب) شاهد الجريمة كاملة وهدد الدكتور سليمان بإبلاغ الشرطة. بدأ القرموطي بابتزاز وطلب العديد من الأشياء التي لم يتمكن سليمان من تنفيذها.. قرر عادل امام التخلص من القرموطي ونجح في ذلك.

## طاقم التمثيل
- عادل إمام
- مديحة كامل
- سهير البابلي
- عمر الحريري
- أحمد ماهر
- أحمد راتب
- زكريا موافي
- مطاوع عويس
- طوسون معتمد
- جمال إسماعيل
- عمران بحر
- رشوان مصطفى
- محمود مسعود
- بدرية عبد الجواد

## وصلات خارجية
- مقالات تستعمل روابط فنية بلا صلة مع ويكي بيانات